# Аталанди (Сароникос)
Атала́нди (греч. Αταλάντη) — необитаемый островок в Греции. Относится к архипелагу Саронические острова в заливе Сароникос Эгейского моря близ Аттики. Расположен в 1/3 морской мили к юго-западу от оконечности острова Пситалия, к востоку от города Селиния на острове Саламин. Административно относится к сообществу Селиния в общине Саламин в периферийной единице Острова в периферии Аттика.
На островке находится маяк.
Упоминается Страбоном как Аталанта, одноимённая с островом около Эвбеи,  напротив Опунта.